# United Counties League
United Counties League är en engelsk fotbollsliga grundad 1895, som täcker Northamptonshire och Bedfordshire och delar av Berkshire, Buckinghamshire, Cambridgeshire, Hertfordshire och Lincolnshire. Ligan har fyra divisioner varav två är reservdivisioner.
Toppdivisionen Premier Division ligger på nivå 9 i det engelska ligasystemet. Den är en matarliga till Southern Football League Division One Central.

## Historia
The United Counties League grundades 1895 under namnet the Northamptonshire Junior League, ett år senare tog man bort ordet Junior i liganamnet. 1934 ändrade man sitt namn till det nuvarande, United Counties League då lag från många andra counties sedan länge spelat i ligan.

## Mästare sedan 1991
| Säsong  | Premier Division     | Division One               |
| 1990-91 | Bourne Town          | Daventry Town              |
| 1991-92 | Northampton Spencer  | Harrowby United            |
| 1992-93 | Rothwell Town        | Ford Sports Daventry       |
| 1993-94 | Rothwell Town        | Northampton Vanaid         |
| 1994-95 | Boston Town          | St Neots Town              |
| 1995-96 | Raunds Town          | Ford Sports Daventry       |
| 1996-97 | Stamford             | Yaxley                     |
| 1997-98 | Stamford             | Higham Town                |
| 1998-99 | Spalding United      | Bugbrooke St Michaels      |
| 1999-00 | Ford Sports Daventry | Cottingham                 |
| 2000-01 | Boston Town          | Daventry Town              |
| 2001-02 | Ford Sports Daventry | Newport Pagnell Town       |
| 2002-03 | Holbeach United      | Northampton Sileby Rangers |
| 2003-04 | Spalding United      | Potton United              |
| 2004-05 | Cogenhoe United      | Northampton Sileby Rangers |
| 2005-06 | Woodford United      | Sleaford Town              |
| 2006-07 | Deeping Rangers      | Whitworths                 |
| 2007-08 | Stotfold             | Daventry Town              |
| 2008-09 | Stewart & Lloyds     | Peterborough Northern Star |
| 2009-10 | Daventry Town        | Irchester United           |
| 2010–11 | St. Neots Town       | Kempston Rovers            |
| 2011–12 | Long Buckby          | Huntingdon Town            |
| 2012-13 | Holbeach United      | Northampton Sileby Rangers |
| 2013-14 | Spalding United      | Oadby Town                 |
| 2014-15 | Rushden & Diamonds   | Northampton Spencer        |
| 2015-16 | Kempston Rovers      | Peterborough Sports        |
| 2016-17 | Peterborough Sports  | Daventry Town              |
| 2017-18 | Yaxley               | Pinchbeck United           |
| 2018-19 | Daventry Town        | Lutterworth Town           |
| 2019-20 |                      |                            |